# Phosphoinositide 3-kinase

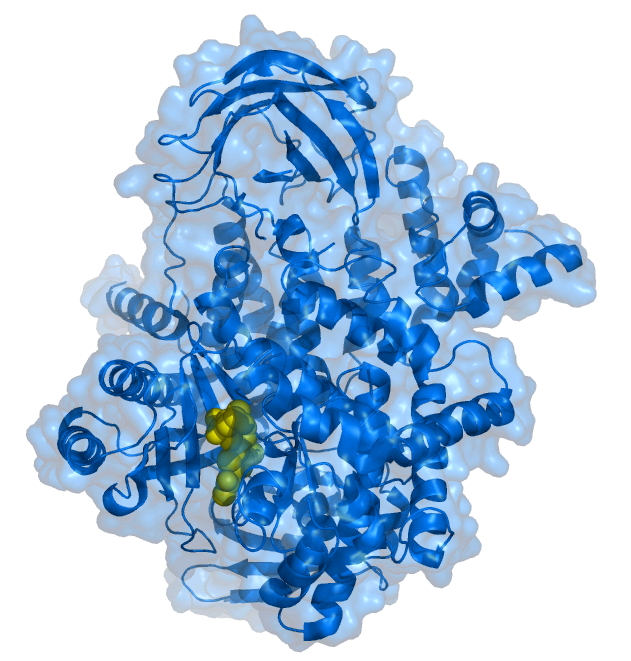

La phosphoinositide 3-kinase (PI 3-kinase, PI3K, PI(3)K, or PI-3K) est une enzyme permettant la transformation des phosphoinositides en phosphatidylinositol-3-phosphate.

## Structure
Elle possède huit isoformes regroupées en trois classes.

## Rôles
Elle joue un rôle dans la transduction de signal, intervenant dans le métabolisme, l'angiogénèse et la cancérogenèse.
Des découvertes récentes ont révélé que la phosphoinositide 3-kinase  active la signalisation NF-κB et le copanlisib, un inhibiteur de la phosphoinositide 3-kinase peut bloquer efficacement la double  signalisation PI3K/AKT - NF-κB dans les  cellules activées du lymphome diffus à grandes cellules B , conduisant à une régression tumorale . L'inhibition du phosphoinositide 3-kinase dans le lymphome diffus à grandes cellules B s'est également avérée diminuer l'activité de NF-κB .

## Inhibiteurs
L'idélalisib et le copanlisib sont des inhibiteurs de la phosphoinositide 3-kinase, en cours de test dans les leucémies.